# Rolf Schwitters
Rolf Schwitters (* 16. Juli 1913 in Bremerhaven-Lehe; † 27. Juni 1989 in Achim (Landkreis Verden)) war ein deutscher Politiker (Deutsche Partei (DP)) und Mitglied der Bremischen Bürgerschaft.

## Biografie
Schwitters absolvierte nach der mittleren Reife eine kaufmännische Lehre und dann eine Ausbildung als Fleischer und schloss als Meister ab.
Er trat zum 1. November 1933 der SS bei (SS-Nummer 164.606); nach eigenen Angaben in einem 1950 eingereichten Entnazifizierungs-Meldebogen schied er „auf eigenen Wunsch“ aus der SS aus, „da ich mich mit der betriebenen Politik nicht einverstanden erklären konnte“; laut Personalunterlagen des Reichssicherheitshauptamtes wurde er, der noch im Juli 1937 alle erforderlichen Unterlagen für seine geplante Eheschließung beim SS-Sippenamt eingereicht hatte, allerdings zum 19. November 1937 wegen „Verstößen gegen sold. Zucht und Ordnung“ [eigenmächtige Dienstversäumnisse] aus der SS ausgeschlossen. Ende 1939 stellt Schwitters einen Antrag auf Aufnahme in die NSDAP, der im Januar 1940 vom NSDAP-Kreisgericht Bremen abgelehnt wird, weil „Volksgenossen, die aus einer Gliederung [der NSDAP] ausgeschlossen werden, selbstverständlich auch keine Parteigenossen werden (können). Sie werden kein nützliches Mitglied der NSDAP sein.“ Eine dagegen von Schwitters im April 1940 eingelegte Beschwerde wurde im Juli 1940 vom NSDAP-Gaugericht Weser-Ems abgewiesen.
Von 1939 bis 1940 und 1942 bis 1950 diente er zeitweise im Zweiten Weltkrieg als Soldat und war bis 1949/50 in Kriegsgefangenschaft. Ab 1949/50 war er als selbstständiger Fleischermeister in Bremen am Ostertorsteinweg tätig. 1975 verzog er nach Achim-Borstel. Er war verheiratet und hatte Kinder.
Nach 1950 war er Mitglied der DP und von 1955 bis 1959 Mitglied der 4. Bremischen Bürgerschaft und Mitglied verschiedener Deputationen. Er kandidierte aus gesundheitlichen Gründen nicht erneut für die Bürgerschaft.